# Arachis matiensis
Arachis matiensis är en ärtväxtart som beskrevs av Antonio Krapovickas och Al. Arachis matiensis ingår i släktet jordnötter, och familjen ärtväxter. Inga underarter finns listade i Catalogue of Life.